# Indraprashta

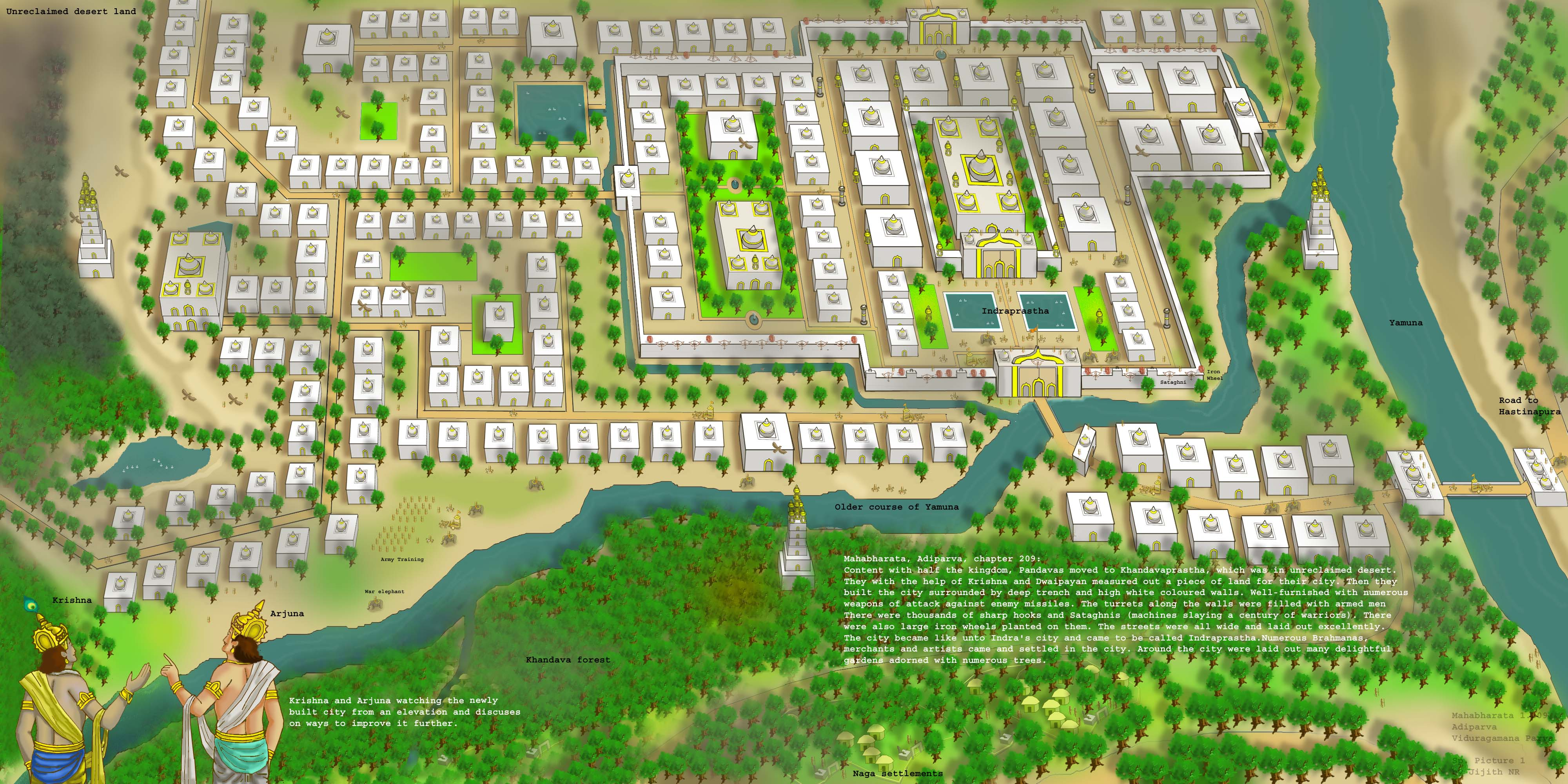
Indraprashta

Indraprashta var den första staden med ringmur på platsen för dagens indiska huvudstad Delhi. Namnet återkommer dock på ett flertal utbildningsinstitutioner i dagens Indien.